# リンリスゴー
リンリスゴー (Linlithgow) は、スコットランド・ウェスト・ロージアンのタウン。エディンバラの西32km、エディンバラからグラスゴーへ抜ける大通り沿いに位置している。かつてはリンリスゴーシャーというカウンティの主要都市であった。
歴史的な観光スポットとしては、スコットランド王のジェームズ5世やメアリー・ステュアートの生誕の地であるリンリスゴー宮殿跡・聖マイケル教会・アンネット・ハウスがある。
町の中心地はザ・クロスで1668年に建てられたバラ・ホールがある。

## 出身人物
- ジェームズ5世 - スコットランド王
- メアリー・ステュアート - スコットランド女王

## 姉妹都市

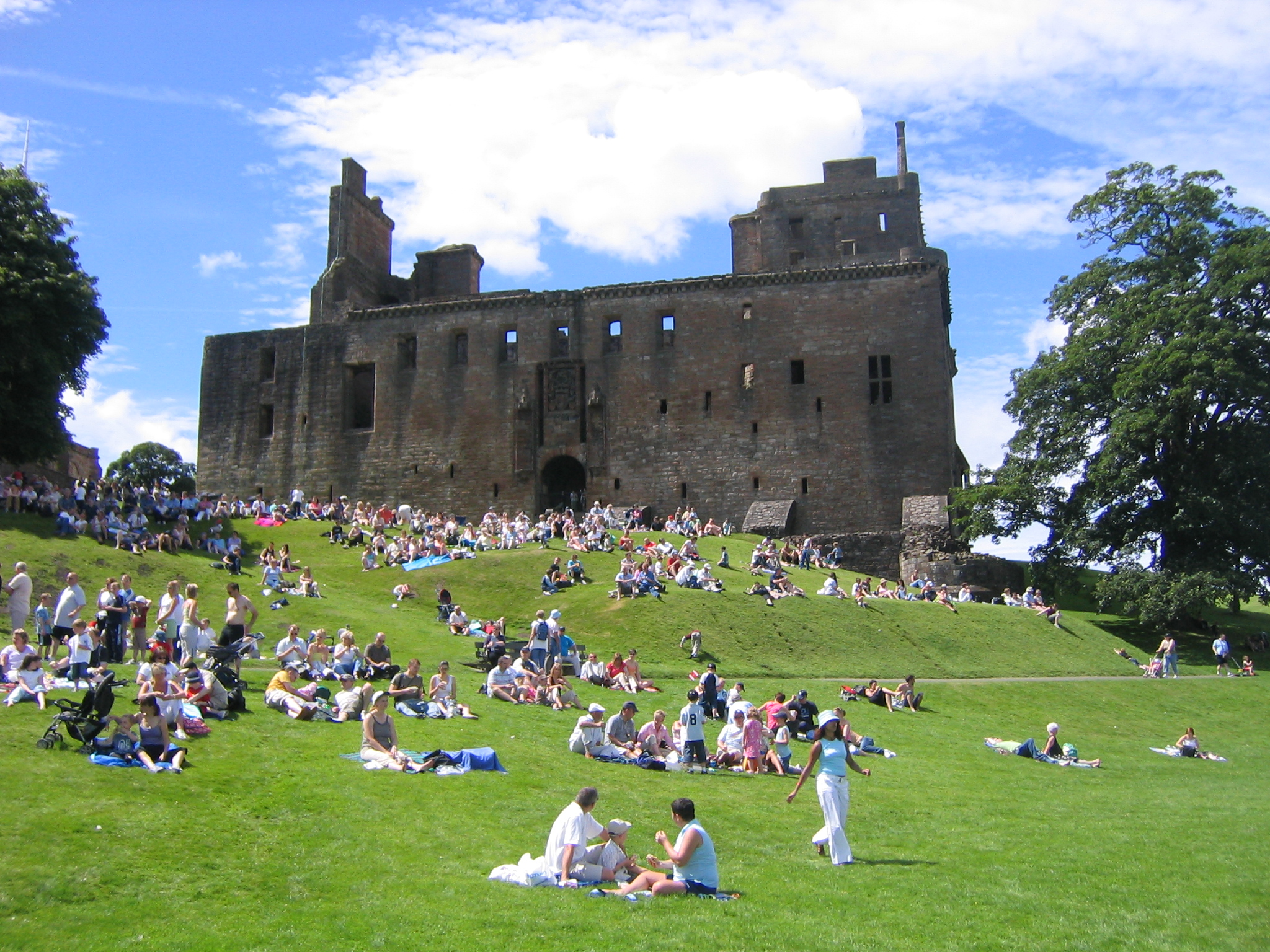
リンリスゴー宮殿跡

- フランス ギュイヤンクール
- アメリカ合衆国 グレープヴァイン